# ند اسپارکس
ند اسپارکس (انگلیسی: Ned Sparks؛ ‏ ۱۹ نوامبر ۱۸۸۳ – ۳ آوریل ۱۹۵۷) هنرپیشه اهل کانادا بود. 
از فیلم‌هایی که وی در آن نقش داشته است، می‌توان به خانمی برای یک روز، از این طرف لطفاً و آلیس در سرزمین عجایب اشاره کرد.